# Región Autónoma de la Costa Caribe Sur

Regionens läge i Nicaragua.

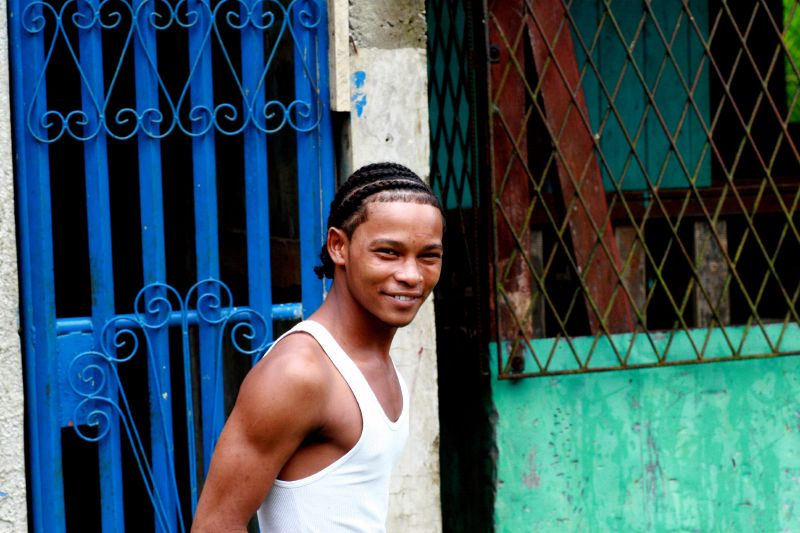
Bluefields

Regionens emblem.

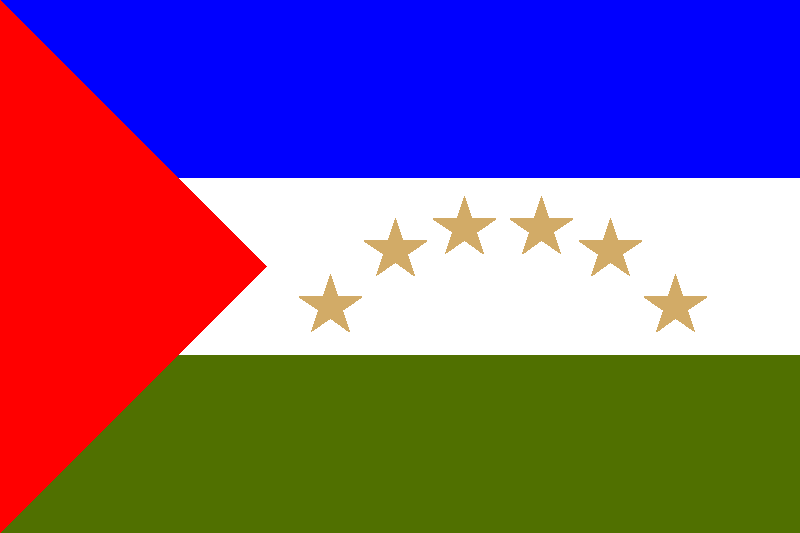
Regionens flagga.

Región Autónoma de la Costa Caribe Sur (RACCS, Södra Karibienkustens autonoma region), tidigare kallad Región Autónoma del Atlántico Sur (RAAS, Autonoma regionen Södra Atlanten) är en av Nicaraguas två autonoma regioner (regiones autónomas).

## Geografi
Costa Caribe Sur har en yta på cirka 27 260 km² med cirka 306 500 invånare. Befolkningstätheten är 11 invånare/km². Huvudorten är Bluefields med cirka 44 300 invånare.

## Förvaltning
Regionen förvaltas av en Coordinador de Gobierno, ISO 3166-2-koden är "NI-AS", cirka 3 % av befolkningen utgörs av ursprungsfolket Miskito-indianerna.
Costa Caribe Sur är underdelad i 12 kommuner (municipios):
- Bluefields, yta 4 775 km², cirka 45 500 invånare, huvudort Bluefields
- Corn Island, yta 9 km², cirka 6 600 invånare
- Desembocadura de Río Grande, yta 1 738 km², cirka 3 600 invånare, huvudort Karawala
- El Ayote, yta 831 km², cirka 12 400 invånare, huvudort El Ayote
- El Rama, yta 3 753 km², cirka 52 500 invånare, huvudort El Rama
- El Tortuguero, yta 3 403 km², cirka 22 300 invånare, huvudort El Tortuguero
- Kukra Hill, yta 1 193 km², cirka 8 800 invånare, huvudort Kukra Hill
- La Cruz de Río Grande, yta 3 448 km², cirka 23 300 invånare, huvudort Cruz de Río Grande
- Laguna de Perlas, yta 1 963 km², cirka 10 700 invånare, huvudort Laguna de Perla
- Muelle de los Bueyes, yta 1 380 km², cirka 22 100 invånare, huvudort Muelle de los Bueyes
- Nueva Guinea, yta 2 677 km², cirka 67 100 invånare, huvudort Nueva Guinea
- Paiwas, yta 2 089 km², cirka 31 700 invånare, huvudort Bocana de Paiwas

Regionen inrättades 1988 genom delning av departemento Zelaya. År 1998 uppgraderades området till samma status som övriga departement i landet.